# Туга за жінкою
«Туга за жінкою» («Voglia di donna») — італійська еротична комедія 1978 року, знята режисером Франко Боттарі.

## Сюжет
Три епізоди. У першому молода подружня пара на відео переглядають свої обійми, записані на відеоплівку. У другому ревнивий бойфренд намагається з'ясувати, чи зраджує його подруга зі своїм босом. У третьому епізоді завдяки вченому, який здатний матеріалізувати зображення на телебаченні, з'являється персонаж Ілона Шталлер.

## У ролях
- Джанні Кавіна: Джезуїно
- Лаура Гемсер: принцеса, дружина Бруно
- Карло Джуффре: адвокат Каймано
- Рена Нігаус: Луїза
- Ілона Сталлер: Чіччоліна
- Габріеле Тінті: Бруно
- Стефано Амато: друг Паоло
- Лучано Сальче: дурень
- Армандо Бранча: священик
- Антоніо Ді Лео: Паоло
- Мауро Вестрі: Пізелліно
- Еоло Капрітті: інспектор поліції

## Знімальна група
- Режисер: Франко Боттарі
- Ідея: Франко Боттарі
- Сценарій Франко Боттарі
- Продюсер: Вінченцо Сальвіані
- Оператор: Мауріціо Дженнаро
- Монтаж: Джанфранко Амікуччі
- Композитор: Убальдо Контіньєлло
- Костюми: Сандро Белломія